# Amadou et Mariam
Pour les articles homonymes, voir Bagayoko et Doumbia.
Amadou et Mariam est un duo musical malien, originaire de Bamako. Il est composé d'Amadou Bagayoko, décédé en 2025, et Mariam Doumbia, deux musiciens et chanteurs maliens aveugles. Ils se font connaître au début des années 2000 notamment auprès du public français.
Ils sont couronnés en 2005 d'une Victoire de la musique, pour l'album Dimanche à Bamako, réalisé avec le concours de Manu Chao (qui se déclare dès le début fan du duo). Le duo emporte de nouveau une Victoire de la musique en 2013 pour l'album Folila.

## Histoire

### Débuts
Tous deux sont nés à Bamako, Amadou le 24 octobre 1954, Mariam le 15 avril 1958. Leur cécité n'est pas de naissance : Amadou a perdu la vue à l'âge de 15 ans à cause d'une cataracte congénitale, tandis que Mariam est devenue aveugle à l'âge de 5 ans à cause d'une rougeole mal soignée. Leur penchant pour la musique et le chant leur est venu dès leur plus jeune âge. Mariam se produit sur scène comme chanteuse, dans des mariages par exemple, dès l'âge de six ans, tandis qu'Amadou, après avoir tâté des percussions dès l'âge de 2 ans, puis s'être tourné vers l'harmonica et la flûte vers l'âge de 10 ans, adoptait définitivement la guitare au cours de son adolescence.
S'étant rencontrés en 1976 à l'Institut des jeunes aveugles de Bamako, où ils jouent dans l’orchestre Éclipse Orchestra de l’institut, dirigé par Idrissa Soumaoro, ils ne tardent pas à former un couple à la scène comme à la ville, il se marient en 1980 et commencent leur carrière musicale commune à la même époque. La nuit, Amadou joue de la guitare avec Idrissa Soumaoro dans le groupe Les Ambassadeurs du motel de Bamako, originaire d’Afrique de l’Ouest.
Le duo forme durant les années 1980, un groupe appelé Mali's Blind Couple. En 1982, Amadou est lauréat du concours « Découvertes » organisé par RFI. En 1985, le duo effectue une tournée de trois mois au Burkina Faso.
En 1986, ils émigrent à Abidjan, en Côte d'Ivoire, année du début de leur longue ascension vers la notoriété internationale. Les titres issus de cette période ne sortent qu'en cassette. Durant cette période, À Abidjan, ils rencontrent le producteur nigérien Maïkano et entrent en studio en décembre 1988. Le duo sortiront deux cassettes intitulées Volume 1 et Volume 2, et commercialisées en mars 1989. En février 1990, Amadou et Mariam retournent en studio, avec le producteur Maïkano, pour enregistrer les morceaux qui figurent sur les cassettes Volume 3 et Volume 4, sorties en 1991, ils rencontrent Stevie Wonder. Entre de nombreuses tournées dans divers pays d'Afrique de l'Ouest, ils séjournent à Paris pour la première fois en 1994 à l'occasion d'une session d'enregistrements. Ils reviennent en France en 1997, enregistrent un CD, Sou ni tilé qui sort en 1998, se produisent sur scène aux Rencontres trans musicales à Rennes, et commencent à acquérir un succès d'estime en France. Le titre Je pense à toi est un tube sur les radios françaises et se vend à 100 000 exemplaires.
En 1999, ils sortent l’album Tje ni mousso. D'autres tournées les conduisent dans d'autres pays d'Europe, notamment en Allemagne et en Suisse, mais aussi aux États-Unis, par exemple en Louisiane et à Los Angeles.

### Années 2000
En 2002, ils sortent l’album Wati. Leur collaboration avec le guitariste Manu Chao, qui a eu un véritable coup de foudre en découvrant leur musique, commence en septembre 2003 à Paris, pour se poursuivre jusqu'à la finalisation des enregistrements et de la production en avril 2004 dans leur ville natale de Bamako. L'album résultant de cette collaboration sort en novembre 2004 sous le titre Dimanche à Bamako.
En 2005, le label Côte d’Ivoire Recordings sort pour la première fois un florilège, en CD en coffret et en édition limitée : 1990-1995 : Le Meilleur des années maliennes. Le 5 mars, Amadou et Mariam remportent la « Victoire de la Musique du meilleur album world de l'année » pour Dimanche à Bamako, ils sont nommés au Prix Constantin. Le 26 octobre, ils reçoivent, des mains de Renaud Donnedieu de Vabres, ministre français de la culture et de la communication, un disque de platine après leur concert à l’Olympia pour les 300 000 exemplaires vendus de Dimanche à Bamako. Ils gagnent ensuite deux BBC Radio 3 Awards dans la catégorie « World Music in the African » et « Meilleur album » pour Dimanche à Bamako.

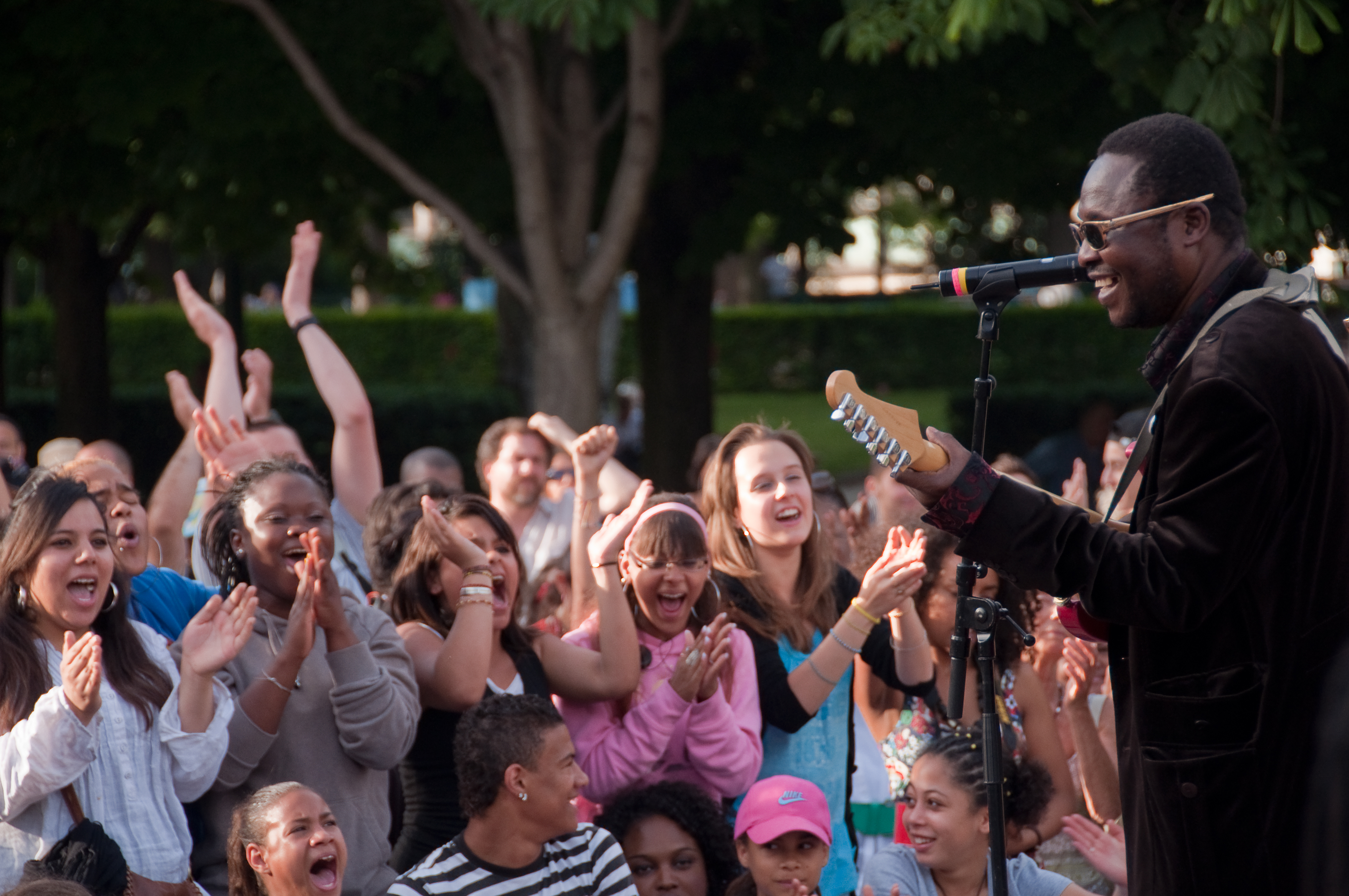
Amadou devant une foule enthousiaste au parc de Choisy lors d'un concert de lutte contre la désertification du Sahel en 2009.

En 2006, ils sont choisis pour interpréter le titre Zeit, dass sich was dreht, hymne officiel de la Coupe du monde 2006, en compagnie du chanteur allemand Herbert Grönemeyer. Ils sont à l’affiche d’importants festivals aux États-Unis comme Coachella ou Lollapalooza. Le 26 juin 2007, Amadou et Mariam participent au projet Africa Express piloté par le Britannique Damon Albarn, qui réunit un plateau impressionnant d'artistes à Glastonbury, au Royaume-Uni : Rachid Taha, K'Naan, Tony Allen, Fat Boy Slim, Tinariwen… Première rencontre avec Jake Shears des Scissors Sisters, ils font leurs premières parties incluant trois dates dans la salle O2 Arena à Londres.
Leur sixième album, Welcome to Mali, sort le 17 novembre 2008, K'Naan, Keziah Jones, M et Damon Albarn figurent parmi les artistes qui y collaborent. Durant l’été 2008, ils jouent au festival Lollapalooza à Chicago, et au Latitude Festival au Henham Park à Suffolk. Le premier single Sabali extrait de cet album est produit par Damon Albarn. Il a été élu 15e du top 100 des meilleurs titres de l'année 2008 par Pitchfork.
En février 2009, ils se produisent à Besançon, en reprenant quelques chansons de leur album Welcome to Mali qui venait de sortir. Le 1er mai 2009, Amadou et Mariam remportent le prix du Meilleur Groupe aux Songlines Music Awards, les nouveaux « World Music Awards » organisés par le magazine anglais Songlines. Le 8 juin 2009, ils se produisent dans l’émission Late Night with Jimmy Fallon sur la chaîne américaine NBC. Toujours en juin 2009, ils sont en tête d’affiche sur la scène principale(Pyramid Stage) du Glastonbury Festival. Ils assurent la première partie de Blur à Hyde Park ainsi que la tournée du groupe Coldplay durant leur tournée Viva la Vida or Death and All His Friends, avec huit dates aux États-Unis. Ils présentent aussi leur duo L’Afrique c’est Chic au Jazz Café de Londres où ils sont rejoints sur scène par des invités tels que Theophilus London, Beth Orton… puis sont invités par l’association pour les sans-abri « Crisis » à jouer à l’Union Chapel à Londres où ils sont rejoints sur scène par leur héros le guitariste de Pink Floyd David Gilmour. Ils sont en tête d’affiche du iTunes Festival 2009 qui a lieu à la Roundhouse de Londres. Ils deviennent en 2009 ambassadeurs de la culture pour la Zeitz Foundation pour aider à attirer l’attention et le développement des idées autour de la musique. Le 11 décembre 2009, ils jouent pour le prix Nobel de la paix à Oslo où ils sont présentés au lauréat, le président américain Barack Obama.

### Années 2010

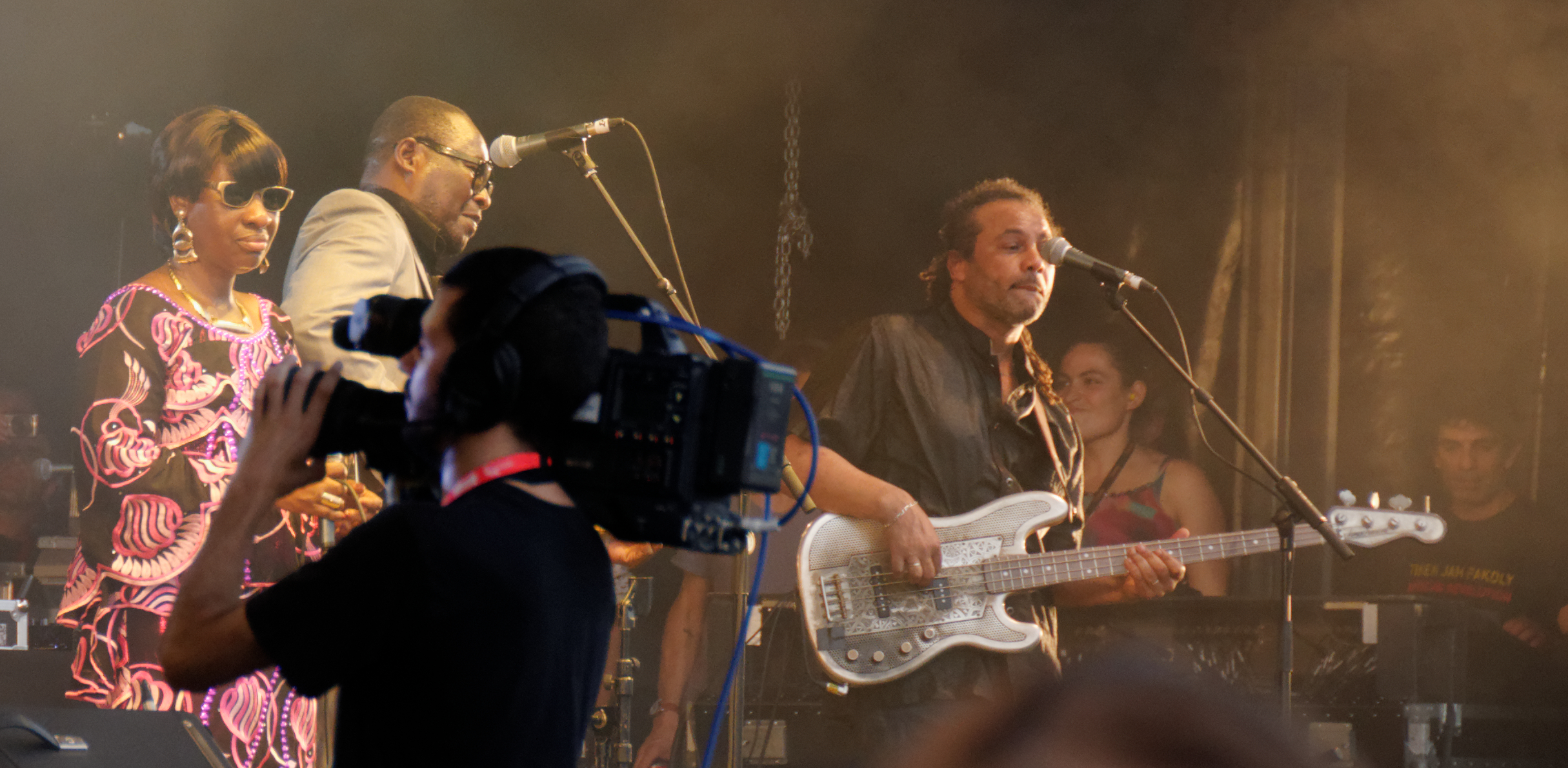
Amadou et Mariam aux Eurockéennes 2012.

En 2010, leur autobiographie Away from the Light of Day est publiée par Route Publishing en Angleterre. Leur biographie, Away From The Light of Day, est par la suite publiée en anglais aux États-Unis. La même année, Amadou et Mariam contribuent au titre Tambara avec Enough Project pour la compilation Raise Hope for Congo du label Downtown Records. À la suite de cette compilation, des efforts sont faits pour la protection des femmes du Congo : leur donner plus de pouvoir devient une priorité. Cette compilation est faite pour que chaque individu élève sa voix pour la paix au Congo.
Ils sont nommés à la 52e cérémonie des Grammy Awards le 31 janvier 2010 dans la catégorie « Meilleur album contemporain de world music » avec l’album Welcome to Mali.
En mai 2010, ils sont choisis par Matt Groening pour participer au festival All Tomorrow's Parties à Minehead, au Royaume-Uni. Amadou et Mariam participent également au concert d'inauguration de la coupe du monde en Afrique du Sud le 10 juin 2010 aux côtés d'artistes comme les Black Eyed Peas, Alicia Keys, John Legend, Tinariwen ou encore Shakira, devant 80 000 personnes et pour des centaines de millions de téléspectateurs à travers le monde. Ils présentent leur premier concert dans l’obscurité, Eclipse au Manchester International Festival. Ce spectacle retrace la carrière d’Amadou et Mariam au travers de leur musique et de la narration du poète malien Hamadoun Tandina.
En 2011, Amadou et Mariam jouent en première partie des deux concerts de U2 en Afrique du Sud durant le 360° Tour. Ils deviennent ambassadeurs du Programme alimentaire mondial, visitent Haïti et offrent une nouvelle chanson Labendela (« Les enfants sont l’avenir »), en guise d’hymne.
Leur septième album, Folila, sort le 2 avril 2012 : de nombreux invités y participent dont la chanteuse américaine Santigold, le chanteur des Scissor Sisters Jake Shears, le groupe new-yorkais TV on the Radio et le chanteur Bertrand Cantat. Le premier single extrait de l’album en France est le titre Oh Amadou, enregistré avec Bertrand Cantat, tandis qu’en Grande-Bretagne c’est le titre Dougou Badia avec Santigold. Ils donnent un concert remarqué le 29 juin 2012 aux Eurockéennes de Belfort, attirant une foule importante malgré la présence simultanée d'autres artistes. Bertrand Cantat se joint à eux sur plusieurs titres pendant ce concert où ils confirment la popularité dont ils jouissent en France. En octobre 2012, La Poste de France choisit un de leurs singles, Sabali, pour illustrer une publicité diffusée très largement sur toutes les chaînes de télévisions françaises. Pour l'album  Folila, L'idée est pour le duo de sortir chaque albums séparément mais, finalement, le duo a décidé de combiner les enregistrements, en mixant différentes prises de la même chanson dans un troisième studio à Paris. Le duo se lance également dans une tournée mondiale, Éclipse, dans laquelle les spectateurs sont plongés dans le noir afin de solliciter leurs sens (des odeurs d'encens et des bruits de la vie quotidienne étaient diffusés pendant les concerts).
Ils gagnent les victoires de la musique en 2013 pour l'album Folila. Le 7 juillet 2013, ils effectuent le concert de clôture du festival international de Jazz de Montréal au Canada. Le 14 juillet 2013, ils effectuent le concert de clôture du festival durable LaSemo, à Enghien en Belgique. Le 14 août 2015, ils se produisent au festival de reggae NoLogo, aux Forges de Fraisans, dans le Jura.
En septembre 2017, le couple Amadou et Mariam sort son huitième album intitulé La Confusion, orchestré par Bon voyage Organisation,.

### Années 2020

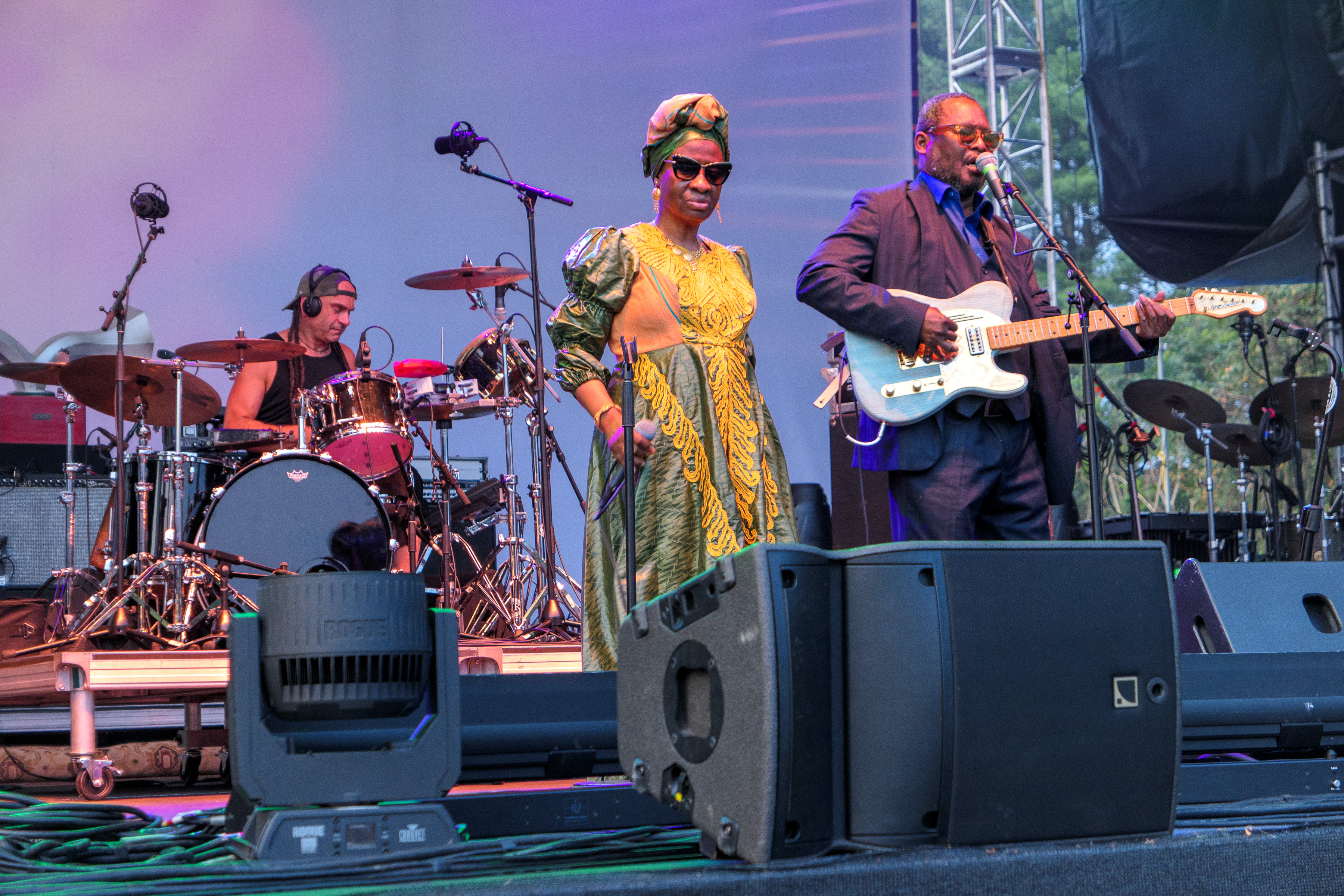
Le duo à Deerfield (Massachusetts) en 2024.

En 2022, afin de fêter le dixième anniversaire de leur tournée Éclipse, Amadou et Mariam sortent un album éponyme qui reprend des chansons enregistrées en concert, agrémentées d'interludes narratifs contés par le rappeur Oxmo Puccino. Cet album ne sort qu'en format numérique. Le duo annonce son retour en avril 2024 avec un nouveau single intitulé Mogolu, qui signifie « les gens » en Bambara. En guise de promotion, un taxi personnalisé est déployé la semaine précédant la sortie du morceau pour sillonner les rues de Paris et le faire écouter en avant-première. Ce single ainsi que deux autres morceaux inédits viendront s'ajouter à la tracklist d'un best-of nommé La Vie est belle, prévu pour l'automne 2024.
Lors de la cérémonie de clôture des Jeux paralympiques d'été de 2024, ils chantent Je suis venu te dire que je m'en vais de Serge Gainsbourg lors de l’extinction de la flamme paralympique.
Amadou Bagayoko décède le 4 avril 2025 à l'âge de 70 ans des suites d'une maladie,. Le 6 avril, ses obsèques ont lieu à Bamako, au Mali, réunissant des milliers de personnes. Son inhumation a lieu dans le jardin de sa maison. Amadou et Mariam devaient se produire à l'été 2025, à Vence dans les Alpes-Maritimes, mais après le décès d'Amadou Bagayoko, l'événement est annulé.

## Style musical
Les premiers enregistrements du duo dans les années 1980 et 1990 comportaient des arrangements épars de guitare et de voix. Depuis la fin des années 1990, Amadou et Mariam produisent une musique qui mélange le son traditionnel malien avec des guitares rock, des violons syriens, des trompettes cubaines, du ney égyptien, des tablas indiens et des percussions dogon. Ces éléments ont été appelés « Afro-Funk ».

## Engagements

### Engagement associatif
En 2011, Amadou et Mariam deviennent ambassadeurs du projet solidaire de lutte contre la faim dans le monde. Puis, en 2013, ils débutent le projet de tournée-itinérante Africa mon Afrique, où les chanteurs vont à la rencontre de leur public des banlieues parisiennes avant chaque concert. Le projet est en partenariat avec le Programme alimentaire mondial (PAM), une importante agence humanitaire contre la faim dans le monde. Le PAM nourrit chaque année, en moyenne, plus de 90 millions de personnes dans plus de 70 pays. Africa mon Afrique reverse alors 1 euro de chaque ticket vendu à cette agence entièrement financée par des contributions volontaires.
Dans cet engagement associatif, Amadou et Mariam aspirent à donner une réalité de la misère en Afrique, mais également dans d’autres pays du monde. À travers la chanson Africa mon Afrique de l’album Folila, ils indiquent la beauté et la force de leur continent. Cette musique renvoie à un esprit libre et à une idée de cohésion entre différentes cultures. Ce projet de rencontre avec des personnes de banlieue parisienne a pour but le partage mais également la découverte de la culture africaine.

### Engagement politique
Les chanteurs ne sont pas seulement engagés dans la solidarité, mais ils évoquent également des défaillances politiques et universelles. Les paroles de leurs chansons sont toutes autant revendicatives, dénonçant l’injustice et l’hypocrisie de la politique dans sa généralité, comme on peut le comprendre dans la chanson Ce n’est pas bon de l’album Welcome to Mali : « Démagogie dans la politique » « Ce n'est pas bon ce n'est pas bon nous n'en voulons pas » « L'hypocrisie dans la politique » « Ce n'est pas bon ce n'est pas bon nous n'en voulons pas » « L'injustice dans la politique » « Ce n'est pas bon ce n'est pas bon nous n'en voulons pas » « De la paix de la paix pour le peuple - yeah » « Du respect du respect pour le peuple - yeah » « Des magouilleurs dans la politique » « Ce n'est pas bon ce n'est pas bon nous n'en voulons pas » « L'hypocrisie dans la politique » « Ce n'est pas bon ce n'est pas bon nous n'en voulons pas » « Les corrompus dans la politique » « Ce n'est pas bon ce n'est pas bon nous n'en voulons pas » « Du bonheur du bonheur pour le peuple - yeah »
Pour appréhender les enjeux politiques mis en avant par Amadou et Mariam, de manière relativement implicite, il est nécessaire d’accorder une importance à l’histoire nationale et continentale. « Dans le milieu bambara, les gens écoutent les chanteurs et les évoquent. Ils sont cités en référence et tous les mots sont écoutés avec précision et avec beaucoup d'attention. (…) Quand nous chantons Mouna en concert, par exemple, nous témoignons du fait que les gens n'arrivent pas à s'entendre. Et en conclusion, nous demandons qu'ils se comprennent, qu'ils se donnent la main et qu'ils travaillent ensemble. C'est notre souci majeur. » Amadou et Mariam ont également comme vocation d’unir les peuples dans un souci de paix dans le monde. De plus, ils luttent pour la protection des femmes au Congo : leur compilation Raise Hope for Congo a pour ambition la paix de la population congolaise[réf. nécessaire].

## Discographie
- 1998 : Se te djon ye
- 1998 : Sou ni tilé
- 2000 : Tje ni mousso
- 2002 : Wati
- 2004 : Dimanche à Bamako
- 2005 : Je pense à toi (compilation)
- 2005 : Les Années maliennes (compilation)
- 2005 : Paris Bamako (DVD + CD 12 titres live)
- 2006 : 1990-1995 : Le Meilleur des années maliennes
- 2008 : Welcome to Mali
- 2009 : The Magic Couple (compilation)
- 2012 : Folila
- 2017 : La Confusion
- 2022 : Éclipse (album live tiré du spectacle du même nom, conté par Oxmo Puccino)
- 2024 : La vie est belle (best-of avec trois morceaux inédits)

## Publication
- 2008 : À part la lumière du jour... d'Amadou et Mariam, éditions Robert Laffont

## Distinctions
- Victoire de la musique 2005 : album reggae, ragga, world de l'année pour Dimanche à Bamako
- Victoire de la musique 2013 : album de musiques du monde de l'année pour Folila